# Dusona deodarae
Dusona deodarae är en stekelart som först beskrevs av Joseph Augustine Cushman 1927.  Dusona deodarae ingår i släktet Dusona och familjen brokparasitsteklar. Inga underarter finns listade i Catalogue of Life.